# Andrarum
Andrarum is een kerkdorp in de gemeente Tomellilla in het Zweedse landschap Skåne en de provincie Skåne län. In Andrarum bevindt zich het kasteel Christinehof.

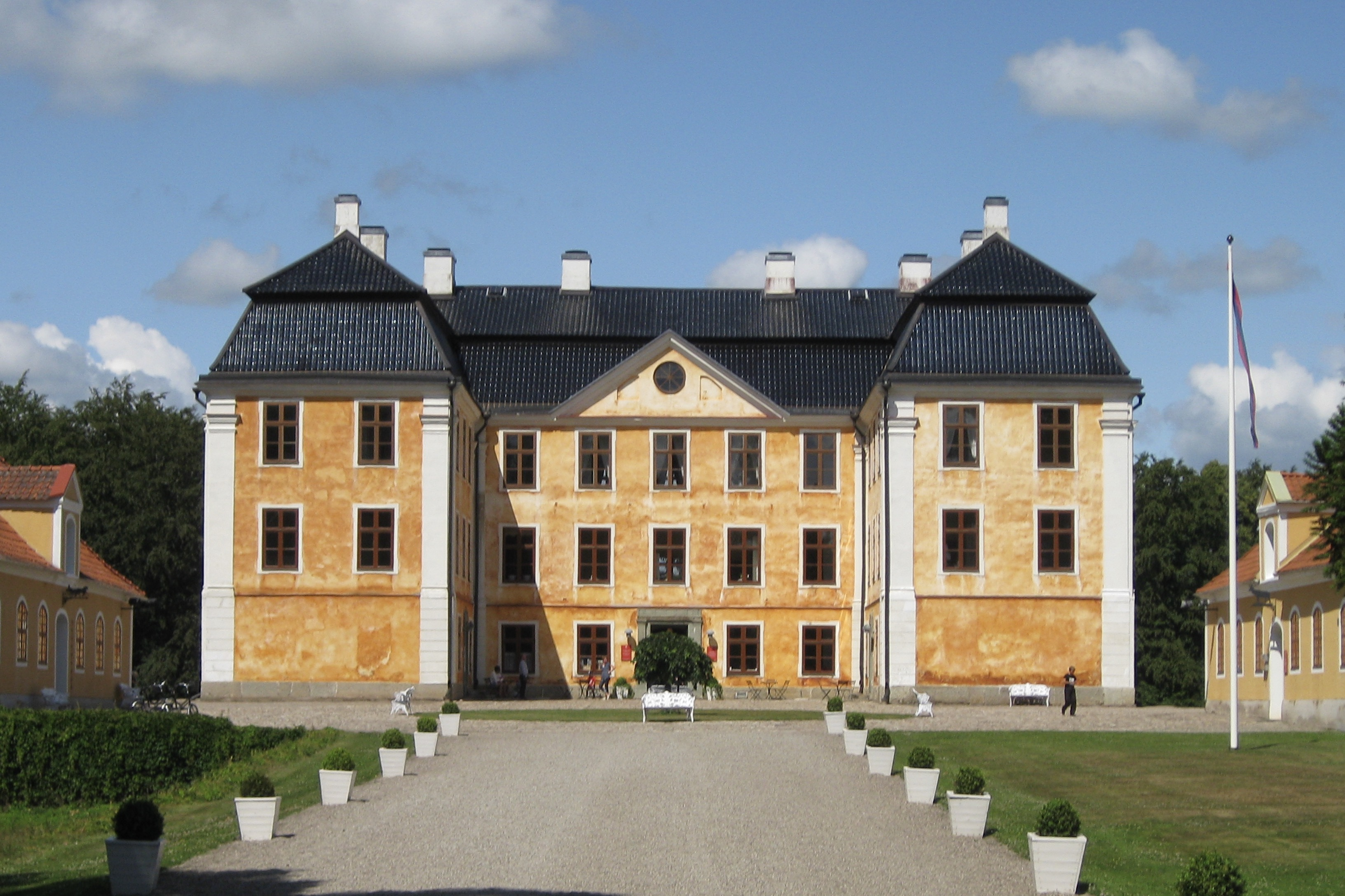
Kasteel Christinehof
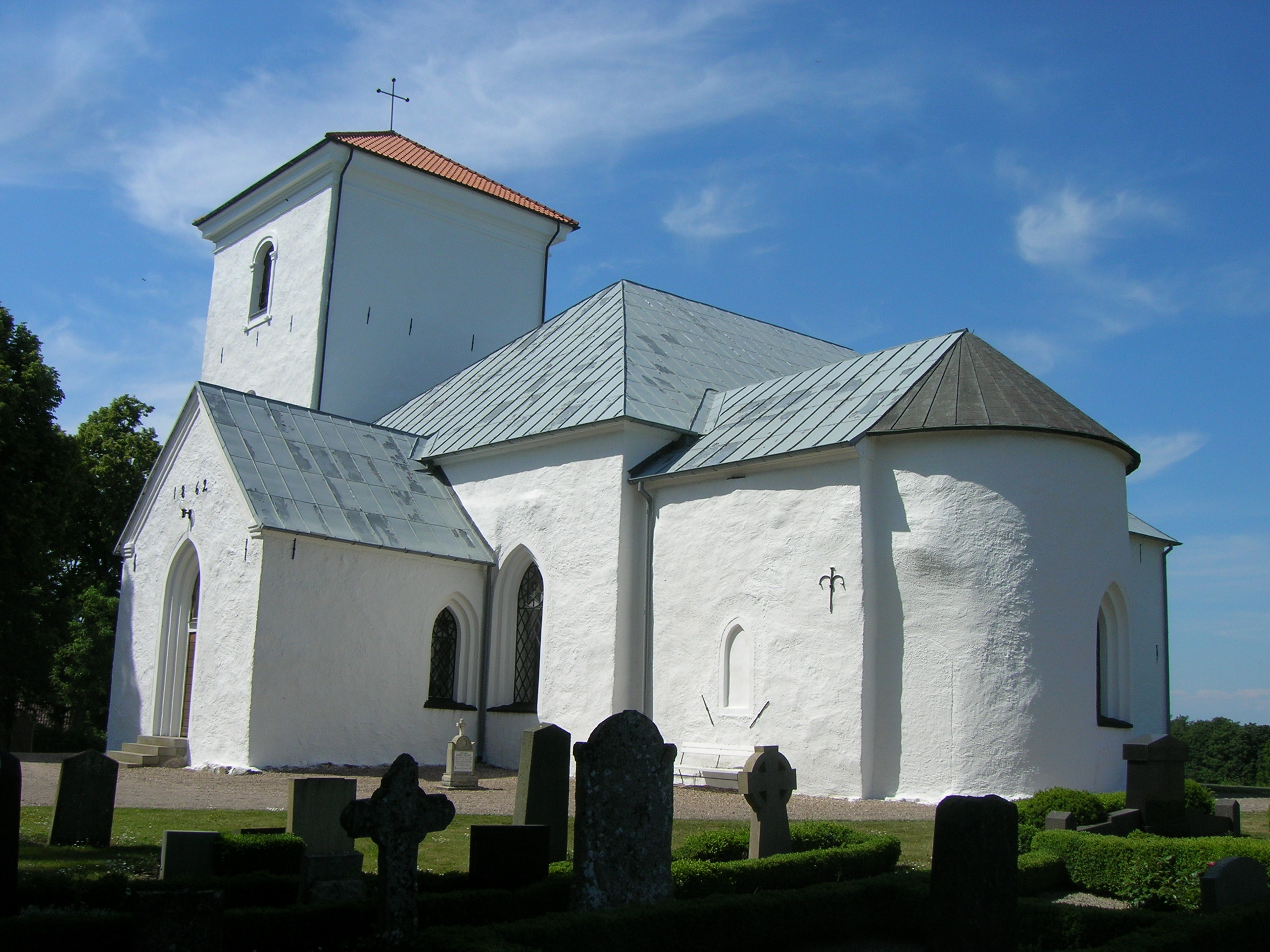
Kerk van Andrarum
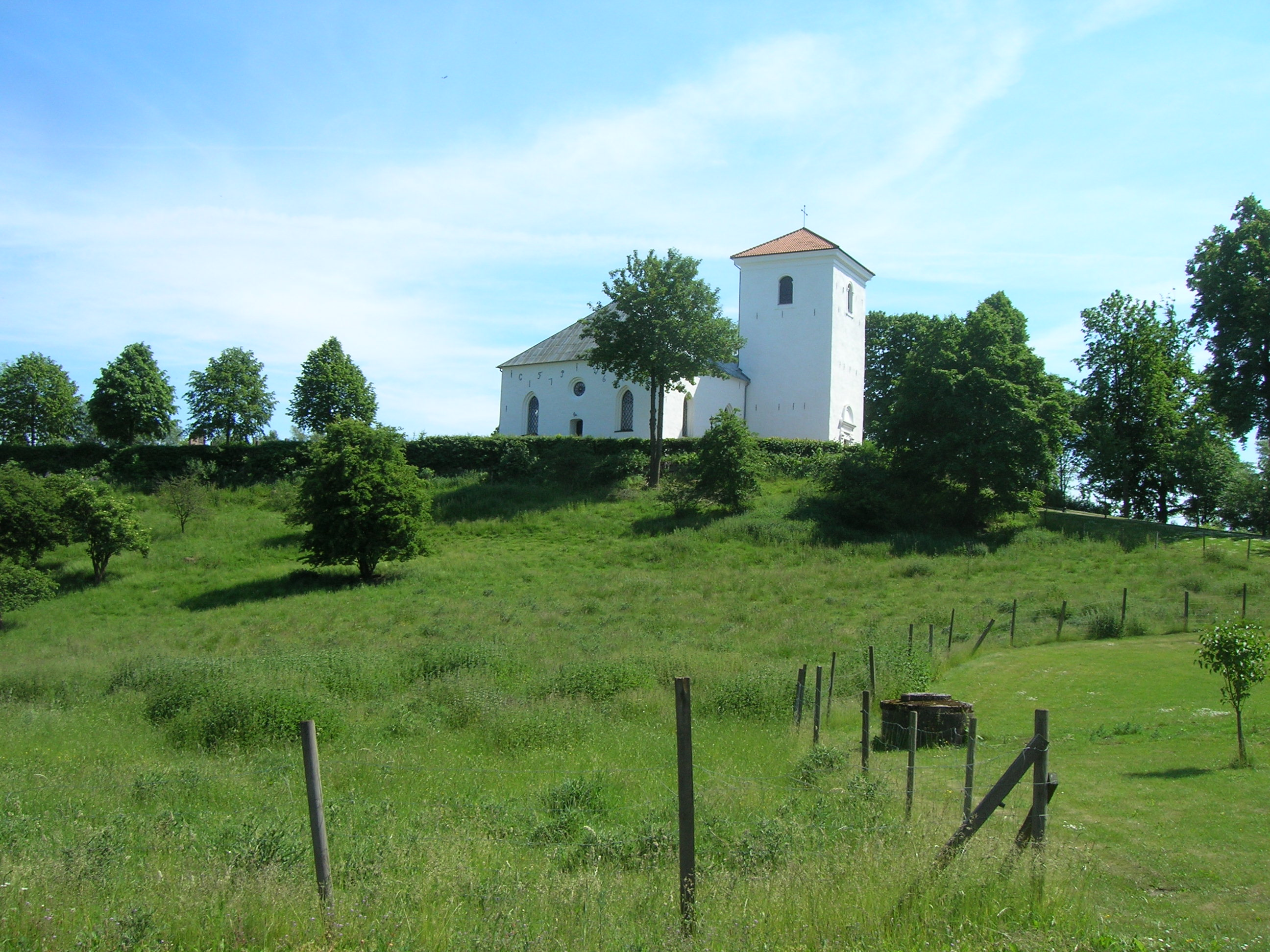
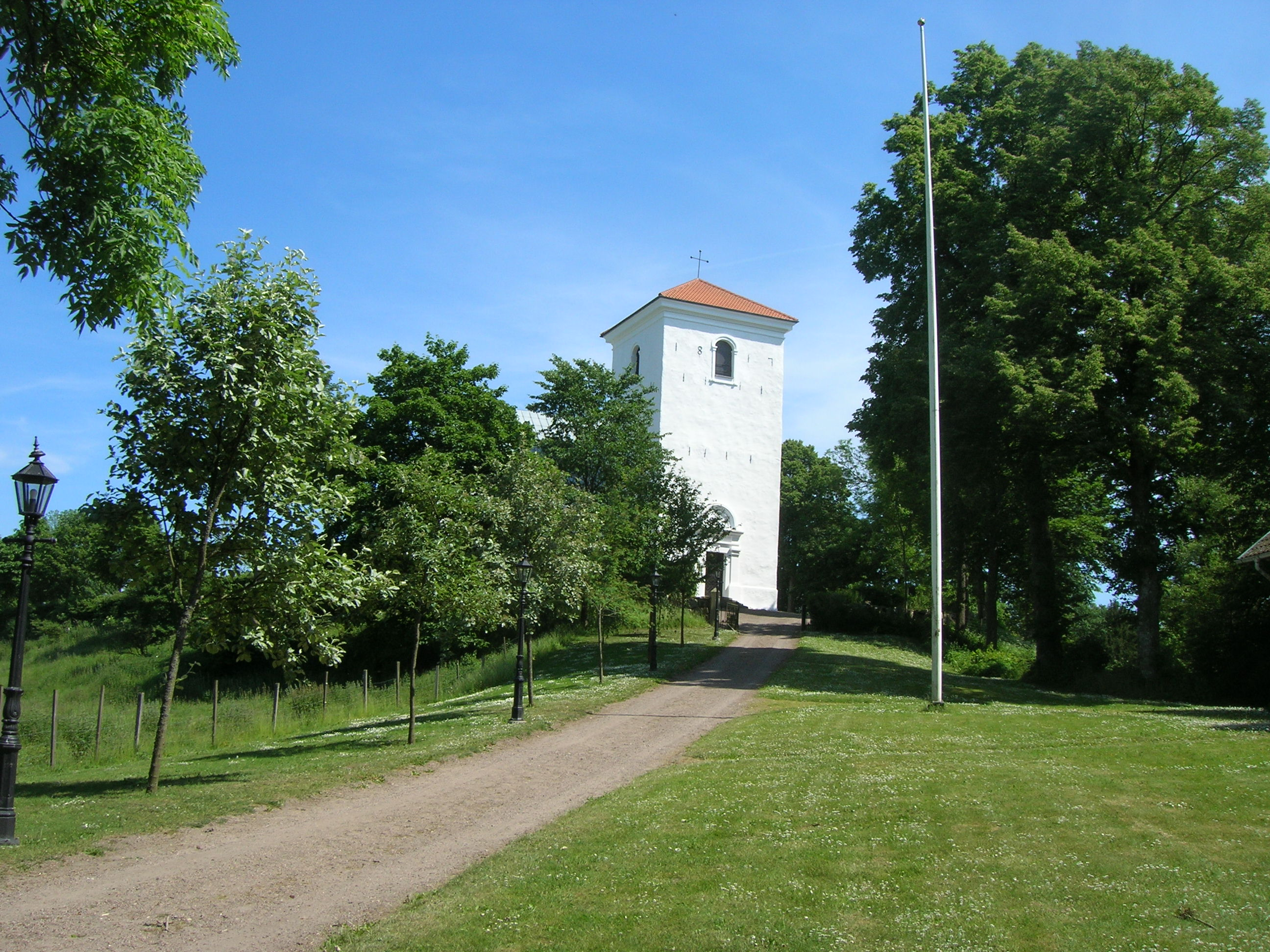

Tomelilla · Brösarp · Onslunda · Smedstorp · Lunnarp · Spjutstorp · Eljaröd · Ramsåsa · Benestad · Andrarum